# Richard Mondt

Richard Mondt (1945)

Richard Wilhelm August Mondt (* 5. April 1873 in Mannheim; † 22. April 1959 in Luzern) war ein deutscher Komponist und Dichter.

## Leben

### 1883–1900

#### Frühe Jahre
Richard Mondt wurde in Mannheim geboren und wuchs in Karlsruhe auf. Sein Vater Wilhelm Adolph Mondt führte hier einen Schulmittelverlag. Die Mutter als enthusiastische Richard-Wagner-Anhängerin und Opernbesucherin ermöglichte ihrem 10-jährigen Sohn den Besuch einer „Tristan“-Aufführung und weckte in ihm damit die Liebe zur Musik, vorab Wagner. 15-jährig trug Mondt dem Karlsruher-Operndirektor Felix Mottl den 1. Tristan-Akt am Flügel auswendig vor. Mondt verband eine enge Freundschaft mit Albrecht Mendelssohn Bartholdy, einem Enkel des Komponisten und späteren Gründer des Institutes für auswärtige Politik in Hamburg, und Werner von Grünau, dem Sohn des Fürsten Löwenstein-Wettstein.

#### München und Berlin
Mondt studierte an der Münchner Musikhochschule bei Josef Rheinberger (zusammen mit Ermanno Wolf-Ferrari) und bei Heinrich von Herzogenberg in Berlin, wo er Brahms, Grieg, Hugo Wolf, Anton Rubinstein, Hans von Bülow, Eugen d’Albert und Joachim begegnete. Zu dieser Zeit hatte er erste Lieder (auf Texte von Arnold Mendelssohn und Heinrich Heine) komponiert und eine große Oper in Angriff genommen.
In Berlin begegnete er seiner späteren Lebensgefährtin und Muse Maria Thilo. In Geltow bezogen sie gemeinsam ein Haus, das Mondt die nötige Muße verschaffte, sich in Wagners Partituren zu vertiefen, bis das Haus veräußert wurde.

### 1901–1929

#### Reise in die Schweiz
Im Genuss eines Stipendiums des badischen Hofes reiste Mondt mit Maria 1900 in die Schweiz. In Oberbergen bei Ruswil im Kanton Luzern fanden sie ein Haus. Das Gepäck umfasste einige Kisten mit Büchern und Manuskripten sowie einen Blüthner-Flügel. Bei ihrer Auslösung am Bahnschalter gab es erste Schwierigkeiten. Mangels Reisepässen und Eheschein stießen sie im Umgang mit Amtsstellen, Post und Bank auf Probleme. Bis auf einige Abstecher nach Münster, London und Rapallo sollte Mondt die Schweiz nie mehr verlassen.

#### Die Oper „Alda“
Mondt arbeitete intensiv an seiner Oper. Im zweiten Jahr hätte er dem Hof den ersten Akt vorlegen sollen, doch der Abschluss verzögerte sich. Mondt feilte ständig am Text und der Handlung. A. Mendelssohn, der Textautor, der vielen Änderungsvorschlägen überdrüssig, geriet in wachsenden Verzug und hüllte sich schließlich in Schweigen. In der Meinung, Mondt vertrödle die Zeit, verweigerte ihm der Hof die Fortzahlung des Stipendiums, womit die wichtigste Einnahmequelle versiegte.
„Alda“ war in der Reinschrift bis und mit Vorspiel zum 2. Akt gediehen. Vergeblich bemühten sich Mondt und Maria um eine textliche Fortsetzung. Die Oper blieb ein Torso, da sich der vollendete 1. Akt letztlich nicht mehr in den weiter entwickelten Verlauf einfügte.
Der Musik müde geworden wandte sich Mondt der Dichtung und Philosophie zu. So verfasste er eine Abhandlung über die Relativitätstheorie, eine „Philosophie der Mathematik“. Zudem pflegte er einen regen Briefwechsel mit Romain Rolland, Tagore, Hermann Hesse, Stefan George und Albert Steffen. Stefan George reiste zusammen mit Friedrich Gundolf nach Ruswil. Mit dem Münsteraner Glasmaler und Buchgestalter Melchior Lechter war Mondt eng befreundet.

#### „Die Diademe des Grabes“
Ein Vetter aus England empfahl Mondt, seine Gedichte in einem Buch zu vereinen und stellte ihm die Finanzierung einer Veröffentlichung in Aussicht. Um 1915 erschien bei Otto von Holten, Berlin, ein umfangreicher Band unter dem Titel „Diademe des Grabes des Mittlers“. Gemäß Absprache hätte es sich um eine einfache Ausgabe handeln sollen, doch der künstlerische Gestalter Melchior Lechter (Herausgeber der ersten Stefan George-Bände) schuf einen bibliophilen Luxusband, der das Budget erheblich überschritt, worauf sich der Geldgeber zurückzog. Es fehlte das Geld und Holten soll die Auflage vernichtet haben. Mondt selbst besaß lediglich ein einfach gebundenes Exemplar.
Das Werk umfasst auf 560 Seiten überwiegend Lyrik. Es ist in neun Bücher unterteilt:
1. Das Registerhauptbuch
2. Das Schlüsselbuch: Auffahrtsmuttergrund
3. Geniusbuch: Pfingstgang
4. Kreuzeslichtquellbuch: Die kleine Drachensphinx
5. Gesangbuch (Fragmente): Feieramtlich zurückgenommen
6. Liebesmahlgedankenbuch: Nacht und Sternenschleier
7. Das Buch der Goldenen Pforte: Legenden
8. Das Gnadenwunderbuch: Purpur und Gold
9. Schlussfeier aus: Das Buch der Nacht: Transapostel Oedipus. Texte bezeichnet mit Oedipus stammen von Mondt, jene mit Maria sind von seiner Gefährtin Maria und auf die Jahre 1908–1914 datiert.

#### Häusliche Probleme
Mondt und Thilo verfügten gemeinsam über ein kleines Vermögen, dessen Zinsen zum Lebensunterhalt jedoch nicht ausreichten. Mittellos geworden, waren sie gezwungen, ihr Heim zu räumen und notdürftig in einem Bauernhaus unterzukommen, wo sie sich jedoch nicht ungestört ihrer Schreibarbeit widmen konnten. Über viele Jahre half der Wolhuser Industrielle Eduard Geistlich über die schlimmsten Nöte hinweg.

#### Here Erdis
In die Zeit von Mondts dichterischen Versuchen fällt auch das künstlerische Erwachen von Maria Thilo, 1910 entstand ihr erstes Gedicht. An Mondts Arbeit an den „Diademen“ nahm sie regen Anteil und steuerte eigene Beiträge bei (mit „Maria“ kennzeichnet). In wenigen Jahren schuf sie eine Fülle lyrischer Werke, von denen manche durch Mondt vertont wurden.
In dem gewählten Dichternamen Here Erdis verbindet sich griechische und germanische Mythologie: Hera die griechische Göttin, Erda die urweise Wala des Nordens. Der Name umschließt zugleich Himmel und Erde.
Im Jahre 1927 fand Maria ein baufälliges Haus am Rigihang bei Weggis am Vierwaldstättersee, das eine prächtige Aussicht auf den See und die Berge bot, aber weder über fließendes Wasser noch elektrischen Strom verfügte.

### 1929–1959

#### Weggis
Der Tod der Here Erdis hinterließ einen gebrochenen, vereinsamenden Menschen und lähmte Mondts kompositorische Schaffenskraft über Jahre. Als Hauptaufgabe galt ihm nun die Ordnung ihrer losen Blätter zu druckfertigen Büchern. Die finanziellen Nöte waren allgegenwärtig. Eduard Geistlich gelang es, den in London lebenden Vetter Mondts und reichen Kunsthändler Otto Gutekunst zur Ausrichtung einer kleinen Rente zu bewegen, die knapp die Hausmiete deckte.
Seine Verbindungen zur Umwelt wurden spärlicher. Hin und wieder verirrte sich ein Feriengast zu seiner Klause. Ein gern gesehener Gast, Eugen d’Albert, verstarb 1932. Eine Begegnung mit dem gleichfalls in Weggis lebenden Rachmaninov verlief ohne Gewinn. Die Zürcher Mäzenin und Liszt-Schülerin Lilly Reiff führte in ihrem Hause einige Gesänge Mondts auf.

#### Luzern
Die letzten Lebensjahre verbrachte Mondt in einer Luzerner Familie, die für sein leibliches Wohl sorgte und ein Radio zur Verfügung hielt. Durch die Vermittlungen des Berner Dirigenten Luc Balmer strahlte Radio Bern in drei Sendungen einige seiner Lieder aus. Die Töchter von Eduard Geistlich finanzierten einen Privatdruck ausgewählter Gedichte von Here Erdis („Hohe Erde“). Als Richard Mondt 1959 im Alter von 86 Jahren verstarb, nahm die Musikwelt keine Notiz. Sein Grab auf dem Weggiser Friedhof wurde im Zuge einer Neugestaltung der Anlage zerstört.

## Würdigung

### Kommentare von Zeitgenossen
„Sie sind so eigen, dass ich Sie mit keinem anderen Komponisten in ein Programm integrieren könnte. Sie brauchen ein Publikum, das auf ganz hoher Kultur steht. Dass Sie so unbekannt geblieben sind, ist ein Schaden für die Kunst“ (Eugen d’Albert, Hertenstein 1931).
„Mondt bewegt sich in überhöhten Regionen und findet daher kein Publikum“ (Max Conrad, Kapellmeister Zürich 1933).
Der Zürcher Dirigent Dr. Volkmar Andreae erkannte, dass Mondt Hilfe nötig hätte, er könne ihm aber auf keine Weise künstlerisch helfen: „Mondt ist ein schrecklicher Dilettant und Träumer. Der Bankier Reiff hat sich für den armen Mann einsetzen wollen. Doch die Matinée in dessen Haus war ein völliges Fiasko.“

### Der Mensch
Mondt war ein Mensch von tiefer Religiosität. Die Musik fiel ihm nach eigener Aussage in Visionen zu. Künstlerische Inspiration war für ihn eine Gabe aus mystischem Quell und heiliger Auftrag zur Erschaffung eines Werkes. Ohne Inspiration oder Vision war ihm jedes Komponieren sinnlos.
Nichts von Mondts Schaffen ist an die Öffentlichkeit gedrungen. Kompromisslos beharrte Mondt darauf, dass ein Konzert ausschließlich seine eigenen Werke enthalten müsse. Er war überzeugt, dass sich das Verständnis für seine Musik allein aus dem Zusammenhang ergeben könne. Jede Wiedergabe einzelner Werke ergebe nur ein Bruchstück. Als er 1912 die Einladung erhielt, in London eines seiner Chorwerke zur Uraufführung zu bringen, lehnte er ab, weil das Programm noch Werke anderer Komponisten vorsah, und empfahl den Veranstaltern, Max Reger zu berücksichtigen. Aus dem gleichen Grund kam in Weggis ein mit Rachmaninov gemeinsam durchzuführender Klavierabend nicht zustande.
Mondt blieb von den Strömungen seiner Zeit unberührt. Was er von Strauss, Reger und Mahler wusste, stammte aus der Zeit vor 1900. In der Schweiz besuchte er weder Konzerte, noch erlaubten es ihm die finanziellen Mittel, Musikalien zu kaufen. Von der Erfindung des Radios profitierte er erst gegen sein Lebensende in Luzern und begegnete zu diesem Zeitpunkt am Radio erstmals der Musik von Debussy und Strawinski.

### Werk und Erlösungsmystik
Mondts Schaffen umfasst 60 Lieder und symphonische Gesänge mit Klavierbegleitung, zum Teil mit zwei Klavieren, Harfe(n) und Schlagzeug sowie vier Chorwerke mit Orchester, eine unvollendet gebliebene Oper, darüber hinaus zahlreiche Schriften dichterischer und philosophischer Art.
Ab 1922 komponierte Mondt nur für das Klavier und entwickelte einen polyphonisch-orchestralen Stil, eine auf das Klavier übertragene Orchestersprache. Oft sind in der Klavierstimme charakteristische Instrumente vermerkt und klanglich herauszuheben. Zur besseren Verständlichkeit ist die Klavierstimme über drei oder vier Liniensysteme notiert. Seine Musik kann als tonal, gefühlsbetont, einmal in introvertiertes Selbstgespräch ergehend, dort von elementarer Wucht auf große Wirkung zielend mit dramatisch aufeinander geschichteten Akkordfolgen, im Verhältnis zu seinen Zeitgenossen weniger artistisch charakterisiert werden.
Mondt war kein Neuerer. Mit vielen seiner Zeitgenossen teilte Mondt die Problematik der Wagner-Nachfolge. Entscheidende Impulse für sein Komponieren empfing er aus Wagners Partituren. Anklänge an Wagner und Liszt sind unüberhörbar. Wie Hans Pfitzner hing auch er einer von Schopenhauer beeinflussten «Erlösungsmystik» an („Die Erlösung ist das Hauptziel aller Kunst“).

## Werke
- 1. Orchester (zurückgelegt):
  - Bei Gott (mit achtstimmigem Chor und Soli)
  - Mignons klagende Trauer (zwei Orchester, Soli und Chor, Orgel achthändig)
  - Buddha – Gottesruhn (mit Gesang)
  - Alda Oper (Vorspiel und 1. Akt, Vorspiel zum 2. Akt)

- 2. Goethe-Lieder und Gesänge:
  - Gefunden
  - Frühling übers Jahr
  - Mignons klagende Trauer
  - Wandrer's Nachtlied
  - Heidenröslein
  - Selige Sehnsucht
  - Der Wahrheit seltner Gast „Warum ist Wahrheit fern und weit?…“
- 3. Here Erdis Vertonungen:
  - Die Seele der Armut „Ob reich, ob arm…“
  - Bei Gott „Wie die Sonne am Abend vergeht…“
  - Buddah – Gottesruhn
  - Das Herz
  - Der Liebe heiligste Rose
  - Aus Gott Amen und Der Altgemahl „Komm Geliebter…“
  - Gotteins „Es klingen drei Saiten in mir…“
  - Ich bin dein Kind SOEBEN (neue Worte anstelle von Walter Calé)
  - Die Schneeflocke „Ein Hirtenbube fragt den Stein…“
  - Gottverhältnis „Sieben Kerzen leuchten…“
  - Gewissheit „Ich bin eine kleine Nachtigall…“
  - Grabeswunsch „Einsam in tiefer Nacht werd ich gerufen…“
  - In dir „An der Zeit und ihren Geflechten…“
  - Wie muss ich Vater danken dir „Noch ist mein Aug…“
  - Mein Büblein im Licht „Schlafe mein Büblein schlaf ein…“
  - Der Liebe heiligste Rose „Weisst du wo jene Rose blüht…“
  - Der Liebe Gottgedanke „Es klingen mir wieder die Zeiten…“
  - Bange Frage „Mein Schiff fährt ohne Ruder dahin…“
  - Mignon Des alten Harfners letzter Gesang
- 4. Vertonungen aus früheren Zeiten auf Texte von Stefan George, Hermann Hesse, Julius Sturm, Albrecht Mendelssohn-Bartholdy, Walter Calé, Walther von der Vogelweide, Friedrich Theodor Vischer